# Sínodo de Iași

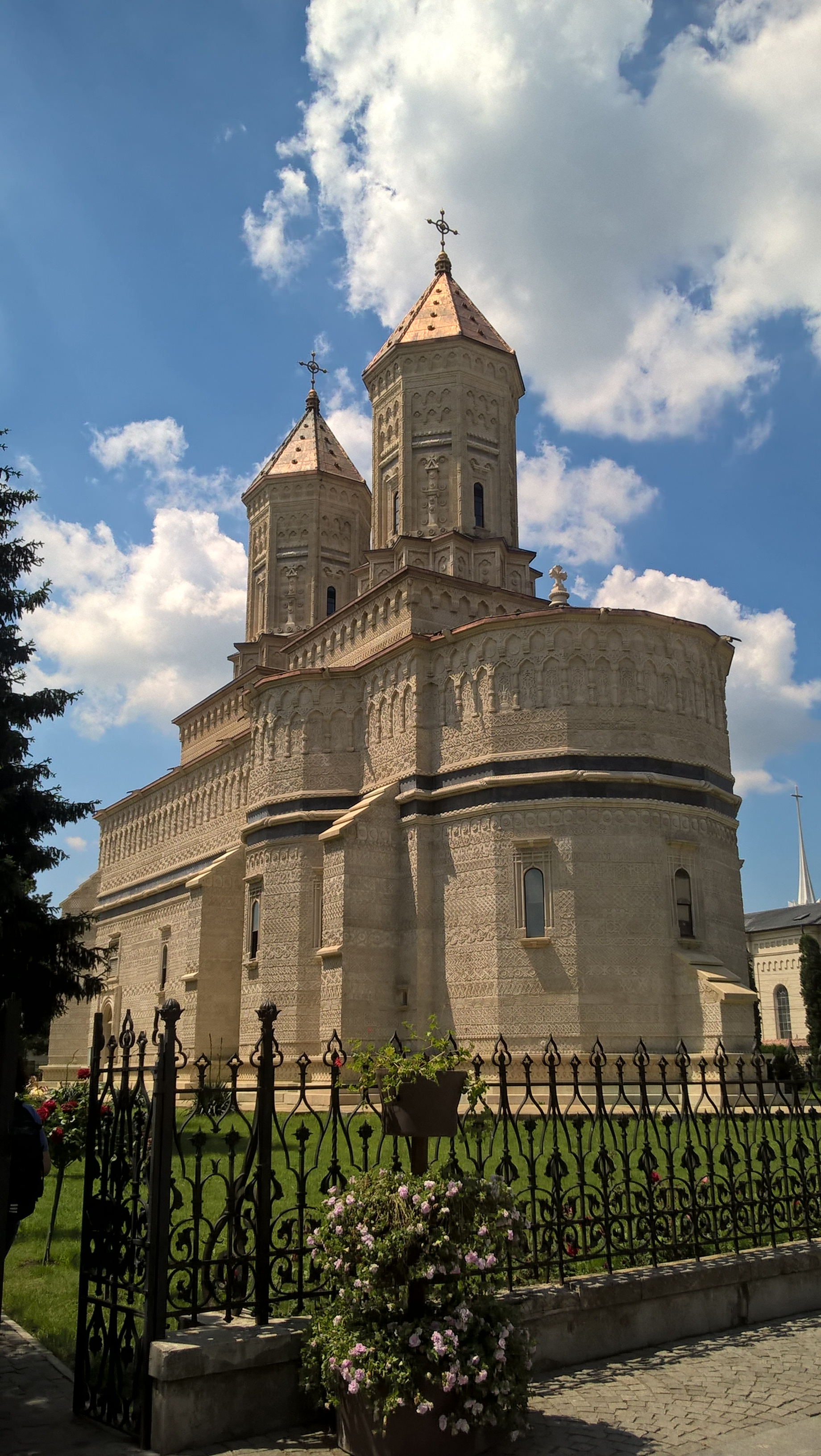
em Iași

O Sínodo de Iași tem um importante significado doutrinal para a Igreja Ortodoxa e em particular para as suas relações com o papado, o luteranismo e especialmente o calvinismo. As decisões do sínodo foram reafirmadas pelo Sínodo de Jerusalém de 1672.
O sínodo foi realizado de 15 de setembro a 27 de outubro de 1642 na capital do Principado da Moldávia — Iași (atualmente na Roménia). O conselho foi convocado nominalmente pelo Partênio I de Constantinopla, mas realmente por trás do fórum e de suas decisões a vontade de Basílio Lupus é evidente.
O sínodo terminou com uma "confissão de fé" dirigida contra o calvinismo e em particular contra Cirilo Lucaris. Ao mesmo tempo, o fórum aborda alguns “erros doutrinários” de católicos e luteranos no conceito cristão.
O concílio com as suas decisões foi consagrado pela ereção da belíssima igreja do mosteiro dedicado aos três santos da Capadócia com a colocação na igreja das relíquias trazidas de Constantinopla da santa padroeira do Segundo Império Búlgaro — Santa Parasqueva dos Bálcãs. 